# 이인혁
이인혁(1999년 1월 3일 ~ )은 전 KBO 리그 NC 다이노스의 외야수이다.

## 아마추어 시절
노원 리틀 야구단에서 야구를 시작했고, 덕수고등학교 2학년 때부터 경기에 투입됐다. 3학년때는 주전 선수이자, 부주장으로 맹활약했다. 팀이 황금사자기 2연패를 하는데 큰 기여를 했다. 이를 인정받아 청소년 대표팀에도 승선했으며, 세계 청소년 야구 선수권 대회에서 인사이드 더 파크 홈런을 기록했다.

## NC 다이노스시절
2018년에 입단하였다. 2018년 5월 24일 LG전에서 데뷔 첫 경기를 치렀고, 경기에서 1타수 무안타를 기록했다. 2022년에 재입단하였다.

## 출신 학교
- 서울불암초등학교 (노원리틀)
- 상명중학교
- 덕수고등학교

## 통산 기록
| 연도 | 팀명  | 타율  | 경기 | 타수 | 득점 | 안타 | 2루타 | 3루타 | 홈런 | 루타 | 타점 | 도루 | 도실 | 볼넷 | 사구 | 삼진 | 병살 | 실책 |
| ---- | ----- | ----- | ---- | ---- | ---- | ---- | ----- | ----- | ---- | ---- | ---- | ---- | ---- | ---- | ---- | ---- | ---- | ---- |
| 2018 | NC    | 0.000 | 2    | 1    | 1    | 0    | 0     | 0     | 0    | 0    | 0    | 0    | 0    | 0    | 0    | 1    | 0    | 0    |
| 2019 | NC    | 0.250 | 6    | 8    | 1    | 2    | 0     | 0     | 1    | 5    | 1    | 0    | 0    | 1    | 0    | 3    | 0    | 0    |
| 통산 | 2시즌 | 0.222 | 8    | 9    | 2    | 2    | 0     | 0     | 1    | 5    | 1    | 0    | 0    | 1    | 0    | 4    | 0    | 0    |